# 1975 dans les chemins de fer
Chronologie des chemins de fer
1974 dans les chemins de fer - 1975 - 1976 dans les chemins de fer

## Évènements
- France : entrée en service de la première voiture Corail.

- République Fédérale d'Allemagne : fin de la traction vapeur voyageurs lors de la mise en place de l'horaire d'été.

### Février
- 28 février, Angleterre : 43 personnes sont mortes dans l'accident le plus grave sur le métro de Londres quand un train de métro entre en collision avec un mur à la station de métro de Moorgate.

### Juin
- 1er juin, Italie : suppression du TEE Aurora entre Rome et Reggio de Calabre.

### Septembre
- 17 septembre, Belgique: entrée en service de la première locomotive électrique de la série 20.

### Décembre
- 25 décembre, France: déraillement du train Calais-Vintimille à Saint-Rémy, 4 morts et 32 blessés[1].